# Breakout (Miley Cyrus)
Breakout is het tweede studioalbum door de Amerikaanse singer-songwriter Miley Cyrus. Het album werd uitgegeven op 22 juli, 2008 door Hollywood Records en het is Cyrus' eerste album dat los staat van de Hannah Montana merchandising.
Cyrus schreef zelf veel van de liedjes tijdens haar tournee The Best of Both Worlds (2007-08) van de tv-serie Hannah Montana. Ze schreef zelf acht van de twaalf liedjes en ook staan er drie covers en een remix op het album. Aan de meeste liedjes werd geschreven door Antonina Armato en Tim James.
Breakout werd algemeen gunstig ontvangen door critici, hoewel sommige vinden dat de liedjes niet zo veel verschillen als die van Hannah Montana. Het album kende commercieel succes en introduceerde Cyrus in landen waar ze nog vrij onbekend was. Het album stond één week op nummer één in de Billboard 200, net zoals Cyrus haar derde studioalbum, het album kreeg zelf platina van de Recording Industry Association of America (RIAA). Breakout verkocht 1,5 miljoen exemplaren in de V.S. Buiten de V.S. haalde Breakout nog nummer één in de Canadian Album Chart voor twee opeenvolgende weken en in de Australian Albums Chart voor één week.
Er werden drie singles uitgegeven van Breakout. "7 Things" werd uitgegeven als hoofd single van het album, het was een commercieel succes, hij haalde de top tien in Australië, Japan, Noorwegen en de V.S. "7 Things" werd opgevolgd door de Rock Mafia remix van "See You Again", deze werd uitgegeven in de landen waar de originele versie niet was uitgegeven. De remix vergrootte het succes van "See You Again" door in verschillende landen in de hitparade te verschijnen. De derde single "Fly In The Wall" was de laatste single die werd uitgebracht, men dacht aanvankelijk dat de single het succes van de twee vorige singles niet kon evenaren, totdat de single plaats zestien behaalde in de UK Singles Chart. Cyrus voerde enkele liedjes van Breakout uit op verschillende locaties en bij het begin van haar eerste wereldtournee, The Wonder World Tour, deze diende om het album te promoten.

## Achtergrond
Cyrus is een singer-songwriter en actrice die schitterde als Miley Stewart, een meisje met het geheime dubbelleven als de popster Hannah Montana, in de Disney serie Hannah Montana. Tijdens de reeks ontwikkelde Cyrus faam als tiener idool en nam muziek op die dan onder de naam Hannah Montana uitgegeven werd. Cyrus haar debuutalbum Meet Miley Cyrus, werd uitgegeven als tweede cd op het album Hannah Montana 2/Meet Miley Cyrus. Breakout is Cyrus haar tweede studioalbum en het eerste dat los staat van de Hannah Montana merchandising, wat ook wordt weergegeven door de titel. Ze geloofde dat het haar "Breakout Record" ging worden, waarmee ze zich zelf ging bewijzen. Cyrus legde later uit dat deze titel haar "weg stappen van Hanah Montana was maar gewoon een beetje anders." Ze besloot ook om het album te noemen naar het liedje Breakout omdat het een van haar favoriete liedjes was van het album.
Cyrus geloofden dat vergeleken mat andere albums, Breakout "volwassen worden" was maar dan gewoon een beetje creatiever. Cyrus wilden een album met een sound die was beïnvloed met Rock Muziek, omdat "Het schrijven heel anders was[...] de teksten betekenen meer dan mijn laatste opnames. Volgens Cyrus, werd het album geschreven door alle dieptes die ze in één jaar kende. De meeste liedjes werden geschreven door Cyrus toen ze op de Best of Both Worlds Tour was van oktober 2007 tot januari 2008. Ze legde uit dat een luisteraar in elk liedje iets kon ontdekken van haar en van zichzelf. Ze wilde met Breakout zichzelf met haar fans te verbinden.

## Nummers
| Nr. | Titel                            | Schrijver(s)                            | Producer(s)                | Duur |
| --- | -------------------------------- | --------------------------------------- | -------------------------- | ---- |
| 1.  | Breakout                         | Ted Bruner, Trey Vittetoe, Gina Schock  | Scott Cutler, Anne Preven  | 3:25 |
| 2.  | 7 Things                         | Miley Cyrus, Antonina Armato, Tim James | John Fields                | 3:34 |
| 3.  | The Driveway                     | Cyrus, Scott Cutler, Anne Preven        | Cutler, Preven             | 3:42 |
| 4.  | Girls Just Wanna Have Fun        | Robert Hazard                           | Matthew Wilder             | 3:07 |
| 5.  | Full Circle                      | Cyrus, Cutler, Preven                   | Cutler, Preven             | 3:15 |
| 6.  | Fly on the Wall                  | Cyrus, Armato, James, Devrim Karaoglu   | Antonina Armato, Tim James | 2:32 |
| 7.  | Bottom of the Ocean              | Cyrus, Armato, James                    | Armato, James              | 3:15 |
| 8.  | Wake Up America                  | Cyrus, Armato, James, Aaron Dudley      | Armato, James              | 2:45 |
| 9.  | These Four Walls                 | Cutler, Preven, Cheyenne Kimball        | Cutler, Preven             | 3:26 |
| 10. | Simple Song                      | Jeffrey Steele, Jesse Littleton         | Armato, James              | 3:33 |
| 11. | Goodbye                          | Cyrus, Armato, James                    | Armato, James              | 3:53 |
| 12. | See You Again (Rock Mafia Remix) | Cyrus, Armato, James                    | Armato, James              | 3:17 |

| Nr. | Titel                         | Schrijver(s)         | Duur |
| --- | ----------------------------- | -------------------- | ---- |
| 13. | 7 Things (EK's Baleric Remix) | Cyrus, Armato, James | 4:29 |
| 14. | 7 Things (Daishi Dance Remix) | Cyrus, Armato, James | 5:47 |